# VooCAT
VooCATは、VISCODA (旧Scenespector Systems)の開発する全自動マッチムーブソフトウェアである。VooCATのCinema 4Dプラグイン版として、CineCATも存在した。
開発元のScenespector Systemsはハノーファー大学情報技術研究所から分離して設立されており、VooCATはその研究所で開発されていたカメラトラッカーVoodoo Camera Trackerの技術を使用している。

## Voodoo Camera Tracker
Voodoo Camera Trackerは、ハノーファー大学情報技術研究所の開発していた無料の全自動カメラトラッカーであり、VooCATの基となったソフトウェアである。VooCATがリリースされた後も開発が続けられていた。
かつてはBlender界隈でも使われていたが、2011年にはBlender 2.61に独自のカメラトラッカーが搭載されてしまった。